# Българска войнишка гробница (Дреново)
Българската войнишка гробница в тиквешкото село Дреново е военен паметник, създаден по време на Първата световна война, когато там са погребани 193 български войници и офицери. Загиналите са от 8-а пехотна Тунджанска дивизия. На 2 юни 2009 година паметникът край бившата гара Дреново е възстановен от сдружение „Плиска” и българи от района на Кавадарци. При селото е съществувала повече от 20 месеца 1/8-а запасна евакуационна болница при 8-а пехотна Тунджанска дивизия, в гробищата към която са погребани 432 български войници загинали във войните за освобождение и национално обединение (1915-1918).
В близост се намира и друг оцелял военен паметник, отстоящ на километър от другия. През октомври 2021 година от Министерство на отбраната на Република България започват проверка за установяване дали гробищата не са частично разрушени при строителни дейности. Военни паметници на загинали български бойци през 1915 година са били разположени и в гробището на селската църква в Дреново.